# بانک مرسدس-بنز
بانک مرسدس-بنز، (به آلمانی: Mercedes-Benz Bank) شرکت خدمات مالی و بانکداری آلمانی است، که در زمینه ارائه خدمات لیزینگ خودرو و بیمه اتومبیل‌های شرکت‌های مرسدس بنز و دایملر آ گ فعالیت می‌کند.
بانک مرسدس-بنز در سال ۱۹۶۷ توسط شرکت دایملر-بنز تأسیس شد. مجموع دارایی‌های این بانک در سال ۲۰۱۳ بالغ بر ۱۷ میلیارد یورو برآورد گردید.
شعبه مرکزی این بانک در شهر اشتوتگارت، آلمان قرار دارد و کلیه سهام آن متعلق به شرکت خودروسازی دایملر آ گ می‌باشد. از سال ۲۰۱۲ بانک مرسدس-بنز بزرگترین حامی مالی باشگاه فوتبال اشتوتگارت محسوب می‌شود.